# India az 1992. évi téli olimpiai játékokon
India a franciaországi Albertville-ben megrendezett 1992. évi téli olimpiai játékok egyik részt vevő nemzete volt. Az országot az olimpián 1 sportágban 2 sportoló képviselte, akik érmet nem szereztek.

## Alpesisí
Férfi
| Versenyző   | Versenyszám      | 1. futam | 1. futam | 2. futam      | 2. futam      | Összesítés | Összesítés |
| Versenyző   | Versenyszám      | Idő      | Hely.    | Idő           | Hely.         | Idő        | Helyezés   |
| ----------- | ---------------- | -------- | -------- | ------------- | ------------- | ---------- | ---------- |
| Nának Csand | Műlesiklás       | 1:30,02  | 75.      | 1:23,89       | 56.           | 2:53,91    | 58.        |
| Nának Csand | Óriás-műlesiklás | 1:31,98  | 101.     | 1:37,05       | 82.           | 3:09,03    | 82.        |
| Lál Csuni   | Műlesiklás       | 1:33,80  | 78.      | 1:29,25       | 61.           | 3:03,05    | 61.        |
| Lál Csuni   | Óriás-műlesiklás | 1:39,56  | 109.     | nem ért célba | nem ért célba | kiesett    | kiesett    |